# 毎日ファッション大賞
毎日ファッション大賞（まいにちファッションたいしょう）は毎日新聞社主催のファッション賞。毎日新聞社が創刊110年を記念に、1983年に創設。毎日新聞社主催、経済産業省後援。

## 現在の設置賞
- 大賞

優れた成果をあげた個人（デザイナーでなくともよい）、企業、団体が対象
- 新人賞、資生堂奨励賞

新人デザイナーが対象。1名のみ。
- 鯨岡阿美子賞

ファッション界に対し長らく功績のあった個人
- 年度賞

※特別賞を設ける場合がある

## 歴史
- 1983年（昭和58年）　創設
- 1990年（平成2年）　鯨岡阿美子賞創設

## 過去の表彰団体、表彰者

### 大賞、新人賞・資生堂奨励賞、鯨岡阿美子賞
| 回     | 年     | 大賞                       | 新人賞・資生堂奨励賞 | 鯨岡阿美子賞                 | 備考 |
| ------ | ------ | -------------------------- | -------------------- | ---------------------------- | ---- |
| 第1回  | 1983年 | 川久保玲                   | 菱沼良樹             |                              |      |
| 第2回  | 1984年 | 三宅一生                   | 森孝行               |                              |      |
| 第3回  | 1985年 | 高田賢三                   | 津森千里             |                              |      |
| 第4回  | 1986年 | 山本耀司                   | 田山淳朗             |                              |      |
| 第5回  | 1987年 | 熊谷登喜夫                 | 安部兼章             |                              |      |
| 第6回  | 1988年 | 川久保玲                   | 大田記久             |                              |      |
| 第7回  | 1989年 | 三宅一生                   | 中野裕通             |                              |      |
| 第8回  | 1990年 | 小野塚秋良                 | 比嘉京子             | 松下弘、皆川魔鬼子           |      |
| 第9回  | 1991年 | 小西良幸                   | 佐々木一視、李信雨   | 平田暁夫                     |      |
| 第10回 | 1992年 | 志村雅久                   | 永澤陽一             | 小池千枝                     |      |
| 第11回 | 1993年 | 三宅一生                   | 渡辺淳弥             | 二瓶マサオ                   |      |
| 第12回 | 1994年 | 山本耀司                   | 津村耕佑             | 三島彰                       |      |
| 第13回 | 1995年 | 鳥居ユキ                   | 内藤こづえ           | 石津謙介                     |      |
| 第14回 | 1996年 | 菱沼良樹                   | 丸山敬太             | 岩田仲雄                     |      |
| 第15回 | 1997年 | コシノヒロコ               | 高橋盾               | ヨーガン・レール             |      |
| 第16回 | 1998年 | 滝沢直己                   | 中川正博・LICA       | 長沢節                       |      |
| 第17回 | 1999年 | 渡辺淳弥                   | 藤田恭一             | 荒木節子                     |      |
| 第18回 | 2000年 | 三宅一生(ミレニアム記念賞) | 荒川眞一郎           | 久田尚子                     |      |
| 第19回 | 2001年 | 高橋盾                     | 柳田剛               | 渡辺正一                     |      |
| 第20回 | 2002年 | 津森千里                   | 水野直昭             | 島正博                       |      |
| 第21回 | 2003年 | 加茂克也                   | 古田泰子             | 今井啓子                     |      |
| 第22回 | 2004年 | 永澤陽一                   | 岩谷俊和             | 伊藤美恵                     |      |
| 第23回 | 2005年 | 渡辺敬子                   | 信國太志             | 木村茂                       |      |
| 第24回 | 2006年 | 皆川明                     | 高島一精             | アンティパスト               |      |
| 第25回 | 2007年 | 阿部千登勢                 | 廣川玉枝             | SUNデザイングループ          |      |
| 第26回 | 2008年 | アバンティ、大正紡績       | 柳川荒士             | アトリエ染花                 |      |
| 第27回 | 2009年 | 古田泰子                   | 堀畑裕之、関口真希子 | 尾原蓉子                     |      |
| 第28回 | 2010年 | 勝井北斗、八木奈央         | 鷺森アグリ           | エイガールズ                 |      |
| 第29回 | 2011年 | 平田暁夫                   | 森永邦彦             | rooms、roomsLINK             |      |
| 第30回 | 2012年 | 阿部潤一                   | 堀内太郎             | 柘植伊佐夫                   |      |
| 第31回 | 2013年 | 高橋盾                     | 落合宏理             | 大石一男、山室一幸           |      |
| 第32回 | 2014年 | 宮前義之                   | 黒河内真衣子         | 原由美子                     |      |
| 第33回 | 2015年 | 阿部千登勢                 | 森川マサノリ         | 大丸隆平                     |      |
| 第34回 | 2016年 | 落合宏理                   | 今崎契助             | 貝原良治                     |      |
| 第35回 | 2017年 | 吉原秀明、大出由紀子       | 中里唯馬             | 高橋靖子                     |      |
| 第36回 | 2018年 | 吉田泰子                   | 青木明子             | 中條正義                     |      |
| 第37回 | 2019年 | 森永邦彦                   | 岩井良太             | 鈴木淳                       |      |
| 第38回 | 2020年 | 熊切秀典                   | 横澤琴葉             | ファッション甲子園実行委員会 |      |
| 第39回 | 2021年 | 小泉智貴                   | 高橋悠介             | ここのがっこう               |      |
| 第40回 | 2022年 | NIGO                       | 田中文江             | 北村道子                     |      |
| 第41回 | 2023年 | 黒河内真衣子               | 川崎和也             | 栗野宏文                     |      |
| 第42回 | 2024年 | 三原康裕                   | 村田晴信             | 三宅正彦                     |      |

### 特別賞
- 新井淳一（第1回、1982年）
- 山口小夜子（第2回、1983年）
- 株式会社新装大橋（第3回、1985年）
- 東京ファッションデザイナー協議会（第4回、1986年）
- (財)ファッション振興財団（第5回、1987年）
- 鯨岡阿美子（第6回、1988年）
- 深井晃子・金井純 「華麗な革命」展（第7回、1989年）
- 山中鏆（第10回、1992年）
- 伊勢丹｢解放区｣（第13回、1995年）
- デザイナー田山淳朗と(株)ワールドが共同プロデュースした事業展開（第15回、1997年）
- 塚本幸一（第16回、1998年）
- 田中一光（第20回、2002年）
- 森英恵（第22回、2004年）
- 伊勢丹新宿店メンズ館（第22回、2004年）
- 鳥居ユキ（第23回、2005年）
- ハウスオブシセイドウ（第23回、2005年）
- ハイファッション（第28回、2010年）

### 話題賞
- LVJグループ　ルイ・ヴィトン ジャパン カンパニー(第21回、2003年)
- COACH(第22回、2004年)
- シャネル(第23回、2005年)
- カルティエ(第24回、2006年)
- 伊勢丹(第25回、2007年)
- ジョルジオ アルマーニ ジャパン(第26回、2008年)
- ユニクロ(第27回、2009年)
- 株式会社バルス(第28回、2010年)
- 三井不動産(第29回、2011年)
- 佐藤天彦(第34回、2016年)